# Antidiuretski hormon
Antidiuretski hormon (ADH) ili vazopresin ljudski hormon kojeg izlučuje stražnji režanj hipofize, zapravo živčani završeci neurona čije se jezgre (supraoptičke i paraventrikularne) nalaze u hipotalamusu.
Po kemijskom sastavu je polipeptid sastavljen od 9 aminokiselina (Cys-Tyr-Phe-Gln-Asn-Cys-Pro-Arg-Gly-NH2).
Djeluje na bubreg, arteriole i ima ulogu u središnjem živčanom sustavu:
- U bubregu uzrokuje "štednju" vode, koncentriranjem urina i smanjenjem volumena urina. Taj učinak postiže povećavanjem reapsorpcije vode u distalnim kanalićima i sabirnim cijevima nefrona. Podražaji za lučenje su smanjenje volumena krvne plazme i povećanje osmolarnosti krvne plazme.

- Izaziva konstrikciju arteriola.

- Uloga u središnjem živčanom sustavu povezan je s: dnevnim ritmovima, agresijom, regulacijom krvnog tlaka i regulacijom temperature i procesima pamćenja.

Poremećaji lučenja ADH:
- Sindrom neodgovarajućeg izlučivanja antidiuretskog hormona (SIADH)